# Mynonebra
Mynonebra is een kevergeslacht uit de familie van de boktorren (Cerambycidae). De wetenschappelijke naam van het geslacht werd voor het eerst geldig gepubliceerd in 1864 door Pascoe.

## Soorten
Mynonebra omvat de volgende soorten:
- Mynonebra diversa Pascoe, 1864
- Mynonebra opaca Fisher, 1925
- Mynonebra villica Pascoe, 1864